# Simeon Sakskoburggotski
Simeon Borisov Sakskoburggotski (bolgarsko Симеон Борисов Сакскобургготски),  bolgarski politik in bivši bolgarski car Simeon II., * 16. junij 1937, Sofija, Bolgarija.
28. avgusta 1943 je po smrti očeta Borisa III. pri šestih letih nasledil prestol. Potem ko so Bolgari na referendumu leta 1946 izglasovali ukinitev monarhije, je bil Simeon izgnan in kasneje dobil azil v Španiji, kjer je ostal do konca komunističnega režima.
Leta 2001 je bil izvoljen za predsednika vlade Bolgarije in postal eden od dveh monarhov v zgodovini, ki sta po prehodu v demokracijo spet prišla na oblast.
1. ↑  Lundy D. R. The Peerage
2. ↑  Brockhaus Enzyklopädie